# Verde foresta
A destra è mostrato il colore verde foresta.
Tale colore è una rappresentazione del colore standard delle foglie degli alberi di una foresta in una zona temperata.